# Birds (Chef'Special)
"Birds" is een nummer van de Nederlandse band Chef'Special. Het nummer werd uitgebracht op hun debuutalbum One for the Mrs. uit 2011. Op 21 juli van dat jaar werd het nummer uitgebracht als de derde single van het album.

## Achtergrond
"Birds" is geschreven door alle bandleden en geproduceerd door Jasper Zuidervaart. Het werd uitgebracht als de derde single van het debuutalbum One for the Mrs. In een interview met het tijdschrift Elle vertelde zanger Joshua Nolet over het ontstaan van het nummer: "Het nummer is ontstaan op mijn kamer, toen ik zo'n melancholisch momentje had vol gedachtenkronkels. Er zaten zeven vogels op een dakraam en ik had het idee dat ze meer wisten. Maar ja, vogels kunnen niet praten... Ik had allemaal onbeantwoorde vragen, maar het gaat er uiteindelijk om dat je gewoon blijft vragen. Volgens mij is de tekst ook helemaal niet logisch voor anderen, luister maar gewoon."
Volgens drummer Wouter Prudon is "Birds" een belangrijk nummer als het gaat om de muziekstijl van de band. Zo vertelde hij in een interview met het tijdschrift Marie Claire: "Het laat de ontwikkeling in de band zien. We begonnen als live hiphop-funk act en in de loop der jaren leerden we elkaar steeds beter kennen. Daarom durven we nu een kwetsbaar nummer als "Birds" te maken."
"Birds" werd een bescheiden hit in Nederland. In de Top 40 kwam het weliswaar niet terecht, maar wel behaalde het de tweede positie in de Tipparade. In de Single Top 100 kwam het daarentegen wel voor, met plaats 48 als hoogste notering.

## Hitnoteringen

### Single Top 100
| Hitnotering: 10-09-2011 t/m 15-10-2011 | Hitnotering: 10-09-2011 t/m 15-10-2011 | Hitnotering: 10-09-2011 t/m 15-10-2011 | Hitnotering: 10-09-2011 t/m 15-10-2011 | Hitnotering: 10-09-2011 t/m 15-10-2011 | Hitnotering: 10-09-2011 t/m 15-10-2011 | Hitnotering: 10-09-2011 t/m 15-10-2011 | Hitnotering: 10-09-2011 t/m 15-10-2011 |
| Week                                   | 1                                      | 2                                      | 3                                      | 4                                      | 5                                      | 6                                      |                                        |
| -------------------------------------- | -------------------------------------- | -------------------------------------- | -------------------------------------- | -------------------------------------- | -------------------------------------- | -------------------------------------- | -------------------------------------- |
| Positie                                | 48                                     | 56                                     | 77                                     | 98                                     | 92                                     | 94                                     | uit                                    |

### NPO Radio 2 Top 2000
Birds stond alleen in 2018 in de NPO Radio 2 Top 2000, op plek 1925.